# Quattro Giorni di Dunkerque 1987
La Quattro Giorni di Dunkerque 1987, trentatreesima edizione della corsa, si svolse dal 5 al 10 maggio su un percorso di 903 km ripartiti in 5 tappe (la terza suddivisa in due semitappe) più un cronoprologo, con partenza e arrivo a Dunkerque. Fu vinta dal belga Herman Frison della Roland-Skala-TW davanti ai francesi Patrice Esnault e Charly Mottet.

## Tappe
| Tappa  | Data      | Percorso                                  | km  | Vincitore di tappa   | Leader cl. generale |
| ------ | --------- | ----------------------------------------- | --- | -------------------- | ------------------- |
| Prol.  | 5 maggio  | Dunkerque > Dunkerque (cron. individuale) | 5,9 | Jelle Nijdam         | Jelle Nijdam        |
| 1ª     | 6 maggio  | Dunkerque > Dunkerque                     | 188 | Jean-Paul van Poppel | Jelle Nijdam        |
| 2ª     | 7 maggio  | Ghyvelde > Dunkerque                      | 164 | Herman Frison        | Herman Frison       |
| 3ª-1ª  | 8 maggio  | Armentières > Cassel                      | 91  | Teun van Vliet       | Herman Frison       |
| 3ª-2ª  | 8 maggio  | Lillers > Denain                          | 112 | Jef Lieckens         | Herman Frison       |
| 4ª     | 9 maggio  | Denain > San Quintino                     | 154 | Martial Gayant       | Herman Frison       |
| 5ª     | 10 maggio | Saint-Pol-sur-Ternoise > Dunkerque        | 188 | Jean-Paul van Poppel | Herman Frison       |
| Totale | Totale    | Totale                                    | 903 |                      |                     |

## Dettagli delle tappe

### Prologo
- 5 maggio: Dunkerque > Dunkerque (cron. individuale) – 5,9 km

| Pos. | Corridore         | Squadra     | Tempo |
| ---- | ----------------- | ----------- | ----- |
| 1    | Jelle Nijdam      | Superconfex | 7'12" |
| 2    | Eric Vanderaerden | Panasonic   | a 12" |
| 3    | Bert Oosterbosch  | Panasonic   | s.t.  |

| Pos. | Corridore    | Squadra     | Tempo |
| ---- | ------------ | ----------- | ----- |
| 1    | Jelle Nijdam | Superconfex |       |

### 1ª tappa
- 6 maggio: Dunkerque > Dunkerque – 188 km

| Pos. | Corridore            | Squadra     | Tempo    |
| ---- | -------------------- | ----------- | -------- |
| 1    | Jean-Paul van Poppel | Superconfex | 5h22'16" |
| 2    | Jef Lieckens         | Lotto       | s.t.     |
| 3    | Eric Vanderaerden    | Panasonic   | s.t.     |

| Pos. | Corridore    | Squadra     | Tempo |
| ---- | ------------ | ----------- | ----- |
| 1    | Jelle Nijdam | Superconfex |       |

### 2ª tappa
- 7 maggio: Ghyvelde > Dunkerque – 164 km

| Pos. | Corridore         | Squadra   | Tempo    |
| ---- | ----------------- | --------- | -------- |
| 1    | Herman Frison     | Roland    | 4h00'32" |
| 2    | Patrice Esnault   | R.M.O.    | s.t.     |
| 3    | Eric Vanderaerden | Panasonic | a 6'14"  |

| Pos. | Corridore     | Squadra | Tempo |
| ---- | ------------- | ------- | ----- |
| 1    | Herman Frison | Roland  |       |

### 3ª tappa - 1ª semitappa
- 8 maggio: Armentières > Cassel – 91 km

| Pos. | Corridore      | Squadra   | Tempo    |
| ---- | -------------- | --------- | -------- |
| 1    | Teun van Vliet | Panasonic | 2h16'35" |
| 2    | Jan Nevens     | Lotto     | s.t.     |
| 3    | Charly Mottet  | Système U | s.t.     |

| Pos. | Corridore     | Squadra | Tempo |
| ---- | ------------- | ------- | ----- |
| 1    | Herman Frison | Roland  |       |

### 3ª tappa - 2ª semitappa
- 8 maggio: Lillers > Denain – 112 km

| Pos. | Corridore       | Squadra    | Tempo    |
| ---- | --------------- | ---------- | -------- |
| 1    | Jef Lieckens    | Lotto      | 2h39'23" |
| 2    | Eddy Planckaert | Panasonic  | s.t.     |
| 3    | Peter Pieters   | Transvemij | s.t.     |

| Pos. | Corridore     | Squadra | Tempo |
| ---- | ------------- | ------- | ----- |
| 1    | Herman Frison | Roland  |       |

### 4ª tappa
- 9 maggio: Denain > San Quintino – 154 km

| Pos. | Corridore         | Squadra   | Tempo    |
| ---- | ----------------- | --------- | -------- |
| 1    | Martial Gayant    | Système U | 3h49'43" |
| 2    | Jef Lieckens      | Lotto     | a 17"    |
| 3    | Philippe Lauraire |           | s.t.     |

| Pos. | Corridore     | Squadra | Tempo |
| ---- | ------------- | ------- | ----- |
| 1    | Herman Frison | Roland  |       |

### 5ª tappa
- 10 maggio: Saint-Pol-sur-Ternoise > Dunkerque – 188 km

| Pos. | Corridore            | Squadra     | Tempo    |
| ---- | -------------------- | ----------- | -------- |
| 1    | Jean-Paul van Poppel | Superconfex | 4h55'24" |
| 2    | Jef Lieckens         | Lotto       | a 8"     |
| 3    | Eric Vanderaerden    | Panasonic   | s.t.     |

| Pos. | Corridore       | Squadra   | Tempo     |
| ---- | --------------- | --------- | --------- |
| 1    | Herman Frison   | Roland    | 23h12'37" |
| 2    | Patrice Esnault | R.M.O.    | a 3"      |
| 3    | Charly Mottet   | Système U | a 5'14"   |

## Classifiche finali

### Classifica generale
| Pos. | Corridore          | Squadra                         | Tempo     |
| ---- | ------------------ | ------------------------------- | --------- |
| 1    | Herman Frison      | Roland-Skala-TW                 | 23h12'37" |
| 2    | Patrice Esnault    | R.M.O.                          | a 3"      |
| 3    | Charly Mottet      | Système U                       | a 5'14"   |
| 4    | Eric Vanderaerden  | Panasonic                       | a 5'15"   |
| 5    | Bruno Wojtinek     | Z-Peugeot                       | a 5'19"   |
| 6    | Martial Gayant     | Système U                       | a 5'22"   |
| 7    | Jef Lieckens       | Lotto-Eddy Merckx               | a 5'26"   |
| 8    | Marc Sergeant      | Lotto-Eddy Merckx               | a 5'30"   |
| 9    | Jean-Marie Wampers | Hitachi-Marc                    | a 5'33"   |
| 10   | Joop Zoetemelk     | Superconfex-Kwantum Hallen-Yoko | a 5'40"   |